# Melliodendron xylocarpum
Melliodendron xylocarpum là một loài thực vật có hoa trong họ Bồ đề. Loài này được Hand.-Mazz. mô tả khoa học đầu tiên năm 1922.